# Vincent D'Onofrio
Vincent Phillip D'Onofrio (Brooklyn, 30 juni 1959) is een Amerikaans acteur. Hij won in 1998 een Saturn Award voor zijn bijrol in Men in Black. Hij werd daarbij genomineerd voor onder meer een Emmy Award (voor zijn gastrol in de televisieserie Homicide: Life on the Street) en een Golden Satellite Award (voor zijn hoofdrol in Law & Order: Criminal Intent).
D'Onofrio studeerde aan het American Stanislavski Theater in New York. Behalve in films speelde hij sinds 2001 in meer dan 130 afleveringen van Law & Order: Criminal Intent als inspecteur Robert Goren.
D'Onofrio was van 1991 tot en met 1993 getrouwd met actrice Greta Scacchi, met wie hij in 1991 dochter Leila George D'Onofrio kreeg. Hij hertrouwde in 1997 met de elf jaar jongere Carin van der Donk, met wie hij in 2000 zoon Elias Gene D'Onofrio kreeg. Ook dit huwelijk eindigde in een scheiding, maar het stel kwam later weer bij elkaar en kreeg vervolgens - zonder te hertrouwen - in 2008 zoon Luca D'Onofrio.

## Televisieseries
- 2025-heden: Daredevil: Born Again - Wilson Fisk / Kingpin
- 2024: Echo - Wilson Fisk / Kingpin
- 2021: Hawkeye - Wilson Fisk / Kingpin
- 2020: Ratched - Governor George Wilburn
- 2019: Godfather of Harlem - Vincent Gigante
- 2017: Emerald City - Frank Morgan / The Wizard of Oz
- 2015-2018: Daredevil - Wilson Fisk / Kingpin
- 2001-2010, 2011: Law & Order: Criminal Intent - Det. Robert Goren

## Films
- 2024: Lift - Denton
- 2021: The Unforgivable - John Ingram
- 2021: Birds of Paradise - Scott Sanders
- 2021: The Eyes of Tammy Faye - Jerry Falwell
- 2019: The Kid - Sheriff Romero
- 2018: Death Wish - Frank Kersey
- 2017: El Camino Christmas - Carl Hooker
- 2017: CHiPs - Ray "The Ringleader" Kurtz
- 2017: Rings - Galen Burke
- 2016: The Magnificent Seven - Jack Horne
- 2015: Phantom Boy - The Face (stem, Engelse versie)
- 2015: Jurassic World - Vic Hoskins
- 2015: Broken Horses - Julius Hench
- 2015: Run All Night - Detective Harding
- 2014: The Judge - Glen Palmer
- 2014: Mall - Danny
- 2013: Escape Plan - Lester Clark
- 2013: Pawn Shop Chronicles - Alton
- 2013: Chlorine - Roger
- 2013: Ass Backwards - Bruce
- 2013: The Necessary Death of Charlie Countryman - Bill
- 2012: Fire with Fire - Hagan
- 2012: Chained - Bob
- 2012: Sinister - Professor Jonas
- 2012: Bulletproof Gangster - John Nardi
- 2009: Staten Island - Parmie
- 2009: Brooklyn's Finest - Carlo
- 2008: The Narrows - Vinny Manadoro
- 2006: The Break Up - Dennis Grobowski
- 2005: 5 Minutes, Mr. Welles - Orson Welles
- 2004: Thumbsucker - Mike Cobb
- 2002: Case of Evil (ook bekend als "Sherlock") (televisiefilm) - Moriarty
- 2002: The Salton Sea - Pooh-Bear
- 2002: The Red Sneakers (televisiefilm) - Mercado
- 2002: The Dangerous Lives of Altar Boys - Father Casey
- 2002: Bark - Dr. Malcolm
- 2001: Impostor - Maj. D.H. Hathaway
- 2001: Chelsea Walls - Frank
- 2000: The Cell - Carl Rudolph Stargher
- 2000: Steal This Movie - Abbie Hoffman
- 2000: Happy Accidents - Sam Deed
- 1999: Spanish Judges - Max
- 1999: That Championship Season (televisiefilm) - Phil Romano
- 1999: The Thirteenth Floor - Jason Whitney/Jerry Ashton
- 1998: The Velocity of Gary - Valentino
- 1998: Claire Dolan - Elton Garrett
- 1998: The Newton Boys - Dock Newton
- 1998: The Taking of Pelham One Two Three (televisiefilm) - Mr. Blue
- 1997: Guy - Guy
- 1997: Men in Black - Edgar
- 1997: Boys Life 2 - Tony Randozza
- 1996: Good Luck - Tony 'Ole' Olezniak
- 1996: Feeling Minnesota - Sam Clayton
- 1996: The Winner - Philip
- 1996: The Whole Wide World - Robert E. 'Bob' Howard
- 1995: Hotel Paradise - The Naked Stranger (de naakte vreemdeling)
- 1995: Strange Days - Burton Steckler
- 1995: Stuart Saves His Family - Donnie Smalley
- 1994: The Investigator (televisiefilm) - Ephraim McDougall
- 1994: Nunzio's Second Cousin - sergeant Tony Randozza
- 1994: Imaginary Crimes - Mr. Webster
- 1994: Ed Wood - Orson Welles
- 1993: Being Human - priester
- 1993: Mr. Wonderful - Dominic
- 1993: Household Saints - Joseph Santangelo
- 1992: Malcolm X - Bill Newman
- 1992: Salt on Our Skin - Gavin
- 1992: The Player - David Kahane
- 1991: JFK - Bill Newman
- 1991: Naked Tango - Cholo
- 1991: Fires Within - Sam
- 1991: Dying Young - Gordon
- 1991: Crooked Hearts - Charley
- 1990: The Blood of Heroes - jonge Gar
- 1989: Signs of Life - Daryl Monahan
- 1988: Mystic Pizza - Bill
- 1987: Adventures in Babysitting - Dawson/Thor
- 1987: Stanley Kubrick's Full Metal Jacket - private Pyle/Leonard Lawrence (waarvoor hij meer dan 30 kilo aankwam)
- 1984: It Don't Pay to Be an Honest Citizen - Bennie
- 1983: The First Turn-On!! - Lobotomy

## Trivia
- Op 10 november 2004 viel D'Onofrio flauw op de set van de serie Law & Order: Criminal Intent na het repeteren van een intensieve scène. Hij werd overgebracht naar het ziekenhuis, waar oververmoeidheid werd geconstateerd.

- Bibsys: 36825
- Biblioteca Nacional de España: XX1174073
- Bibliothèque nationale de France: cb14011614h (data)
- Gemeinsame Normdatei: 114196516
- International Standard Name Identifier: 0000 0001 0921 8151
- Library of Congress Control Number: n87914320
- Nationale Bibliotheek van Tsjechië: xx0059241
- Nationale Bibliotheek van Israël: 987007435260405171
- Nationale Bibliotheek van Polen: a0000001256338
- Nederlandse Thesaurus van Auteursnamen: 181081792
- Système universitaire de documentation: 060312262
- Virtual International Authority File: 85682580
- WorldCat: E39PBJr7WcyFGVbp9Xct4g4Dv3